# Maggie (série télévisée)
Maggie est une sitcom américaine en treize épisodes d'environ 22 minutes créée par Justin Adler et Maggie Mull, et mise en ligne le 6 juillet 2022 sur Hulu. En septembre 2022, la série est annulée après une saison[réf. nécessaire].
En France, elle est disponible à la demande sur Disney+. Elle reste inédite dans tous les autres pays francophones.

## Synopsis
Maggie raconte l'histoire d'une voyante qui voit des visions de son avenir.

## Distribution

### Acteurs principaux
- Rebecca Rittenhouse (VF : Anne Tilloy) : Maggie
- Nichole Bloom (VF : Julie Turin) : Louise
- David Del Rio : Ben
- Chloe Bridges (VF : Marion Gress) : Jessie
- Angelique Cabral (VF : Valérie Nosrée) : Amy
- Leonardo Nam : Dave

### Acteurs secondaires
- Chris Elliott (VF : Patrice Dozier) : Jack, le père de Maggie
- Kerri Kenney : Maria, la mère de Maggie
- Ray Ford : Angel
- Adam Korson (VF : Julien Sibre) : Daniel
- Chase Yi : Cousin Jeff
- Trent Garrett (VF : Christophe Alunno) : John
- Arica Himmel : Abby
- Jenna Davis : Meg
- Jake Lockett : le "plant guy"
- Dave Theune : Marcus Mann

 Source et légende : version française (VF) sur RS Doublage

## Production

### Développement
Fin janvier 2021, ABC commande un pilote. Satisfaite par le pilote, ABC commande la série à la mi-mai 2021, puis lors du dévoilement de la programmation d'automne, place la série pour la mi-saison.
À la mi-janvier 2022, la série est finalement déplacée sur la plateforme Hulu en tant que Hulu Original et mise en ligne en juillet 2022.
Le 9 septembre 2022, la série est annulée.

### Attribution de rôles
En mars 2021, il est annoncé que l'actrice Rebecca Rittenhouse a décroché le rôle principal, suivie le mois suivant par David Del Rio, Chris Elliott, Ray Ford et Leonardo Nam, puis Nichole Sakura, Angelique Cabral, Chloe Bridges et Kerri Kenney.
En octobre 2021, la production invite Adam Korson.

## Épisodes
1. Things Begin Where They End
2. A New Friendship Awaits You
3. You Are the Master of Your Own Emotions
4. A Dinner Guest Will Surprise You
5. You Are a Skilled Mentor by Nature
6. I See a Baby in Your Future
7. You Will Have a Night to Remember
8. Your Past Will Inform Your Present
9. You Will Help Someone Take a Chance
10. A Mysterious Invitation Awaits You
11. You Will Experience a Loss
12. The Fortune You Seek Is in Another Cookie
13. Things End Where They Began